# А музы не молчали…
Народный музей «А Музы не молчали…» — музей средней школы № 235 им. Д. Д. Шостаковича. Посвящён культуре и искусству Ленинграда периода Великой Отечественной войны.

## История
Созданный учителями и учениками школы, музей был открыт 16 марта 1968 года. Музей известен своим собранием исторических документов по теме: «Искусство и война» (более 20 тысяч подлинников). Уникальность музея состоит в том, что ни один из музеев Санкт-Петербурга так полно и подробно не рассказывает о духовной жизни осаждённого города, об его огромном творческом потенциале, востребованном жителями в годы войны, о людях искусства, о трагических судьбах ленинградцев. 
Идея музея о творческой жизни блокадного Ленинграда принадлежала Евгению Алексеевичу Линду, учителю школы № 235, и была поддержана педагогическим коллективом и учениками школы, а также деятелями культуры и искусства Ленинграда, пережившими блокаду. Подаренные ими документы и вещи легли в основу коллекции музея. Среди экспонатов личные вещи, документы и рукописи композиторов Д. Д. Шостаковича, Б. Асафьева, Н. А. Римского-Корсакова, поэта О. Берггольц, писателя Д. Гранина, артистов Л. Дельмас, П. Андреева, Г. Богдановой-Чесноковой, А. Бениаминова, участников танцевального ансамбля А. Е. Обранта, ленинградских художников и многих других.
В 1983 г. музей получил звание «народный». С 1986 года руководителем музея является Ольга Герасимовна Прутт.
В 2005 году после реконструкции здания 235 школы им. Д. Д. Шостаковича для музея построено отдельное четырёхэтажное здание. Экспозиция располагается на первых трёх этажах. Первый этаж — зал монументальной скульптуры, он же небольшой концертный зал. Второй этаж посвящён творческой интеллигенции блокадного Ленинграда, Театру Музыкальной комедии и другим театрам, агитбригадам, художникам. Особый раздел посвящён детям. На третьем этаже — экспозиция «Музыкальная жизнь блокадного Ленинграда», уникальные материалы по 7 симфонии Д. Д. Шостаковича. Воссоздана зимняя блокадная комната.